# Liste des députés de la préfecture de Niigata
Cette page liste les membres de la Chambre des représentants du Japon élus dans les circonscriptions de la préfecture de Niigata.

## 41elégislature(1996-2000)
Au cours de la 41e législature, les députés de la préfecture de Niigata furent les suivants :
| Circonscription | Député | Député                  | Parti politique |
| --------------- | ------ | ----------------------- | --------------- |
| 1re             |        | Rokuzaemon Yoshida (ja) | PLD             |
| 2e              |        | Shin Sakurai (ja)       | PLD             |
| 3e              |        | Yamato Inaba (ja)       | PLD             |
| 4e              |        | Hirohisa Kurihara (ja)  | PLD             |
| 5e              |        | Makiko Tanaka           | PLD             |
| 6e              |        | Osamu Takatori (ja)     | PLD             |

## 42elégislature(2000-2003)
Au cours de la 42e législature, les députés de la préfecture de Niigata furent les suivants :
| Circonscription | Député | Député                  | Parti politique | Mandat    |
| --------------- | ------ | ----------------------- | --------------- | --------- |
| 1re             |        | Rokuzaemon Yoshida (ja) | PLD             |           |
| 2e              |        | Motohiko Kondō (ja)     | SE              |           |
| 3e              |        | Yamato Inaba (ja)       | PLD             |           |
| 4e              |        | Hirohisa Kurihara (ja)  | PLD             |           |
| 5e              |        | Makiko Tanaka           | PLD             | 2000-2002 |
| 5e              |        | Yukio Hoshino (ja)      | SE              | 2002-2003 |
| 6e              |        | Nobutaka Tsutsui (ja)   | PDJ             |           |

## 43elégislature(2003-2005)
Au cours de la 43e législature, les députés de la préfecture de Niigata furent les suivants :
| Circonscription | Député | Député                | Parti politique |
| --------------- | ------ | --------------------- | --------------- |
| 1re             |        | Chinami Nishimura     | PDJ             |
| 2e              |        | Motohiko Kondō (ja)   | PLD             |
| 3e              |        | Yamato Inaba (ja)     | PLD             |
| 4e              |        | Makiko Kikuta         | PDJ             |
| 5e              |        | Makiko Tanaka         | SE              |
| 6e              |        | Nobutaka Tsutsui (ja) | PDJ             |

## 44elégislature(2005-2009)
Au cours de la 44e législature, les députés de la préfecture de Niigata furent les suivants :
| Circonscription | Député | Député                | Parti politique |
| --------------- | ------ | --------------------- | --------------- |
| 1re             |        | Chinami Nishimura     | PDJ             |
| 2e              |        | Motohiko Kondō (ja)   | PLD             |
| 3e              |        | Yamato Inaba (ja)     | PLD             |
| 4e              |        | Makiko Kikuta         | PDJ             |
| 5e              |        | Makiko Tanaka         | SE              |
| 6e              |        | Nobutaka Tsutsui (ja) | PDJ             |

## 45elégislature(2009-2012)
Au cours de la 45e législature, les députés de la préfecture de Niigata furent les suivants :
| Circonscription | Député | Député                | Parti politique |
| --------------- | ------ | --------------------- | --------------- |
| 1re             |        | Chinami Nishimura     | PDJ             |
| 2e              |        | Eiichirō Washio (ja)  | PDJ             |
| 3e              |        | Takahiro Kuroiwa (ja) | PDJ             |
| 4e              |        | Makiko Kikuta         | PDJ             |
| 5e              |        | Makiko Tanaka         | PDJ             |
| 6e              |        | Nobutaka Tsutsui (ja) | PDJ             |

## 46elégislature(2012-2014)
Au cours de la 46e législature, les députés de la préfecture de Niigata furent les suivants :
| Circonscription | Député | Député                | Parti politique |
| --------------- | ------ | --------------------- | --------------- |
| 1re             |        | Tōru Ishizaki (ja)    | PLD             |
| 2e              |        | Ken'ichi Hosoda (ja)  | PLD             |
| 3e              |        | Hiroaki Saitō (ja)    | PLD             |
| 4e              |        | Megumi Kaneko         | PLD             |
| 5e              |        | Tadayoshi Nagashima   | PLD             |
| 6e              |        | Shūichi Takatori (ja) | PLD             |

## 47elégislature(2014-2017)
Au cours de la 47e législature, les députés de la préfecture de Niigata furent les suivants :
| Circonscription | Député | Député                | Parti politique |
| --------------- | ------ | --------------------- | --------------- |
| 1re             |        | Tōru Ishizaki (ja)    | PLD             |
| 2e              |        | Ken'ichi Hosoda (ja)  | PLD             |
| 3e              |        | Takahiro Kuroiwa (ja) | PDJ             |
| 4e              |        | Megumi Kaneko         | PLD             |
| 5e              |        | Tadayoshi Nagashima   | PLD             |
| 6e              |        | Shūichi Takatori (ja) | PLD             |

## 48elégislature(2017-2021)
Au cours de la 48e législature, les députés de la préfecture de Niigata furent les suivants :
| Circonscription | Député | Député                | Parti politique |
| --------------- | ------ | --------------------- | --------------- |
| 1re             |        | Chinami Nishimura     | PDC             |
| 2e              |        | Eiichirō Washio (ja)  | SE              |
| 3e              |        | Takahiro Kuroiwa (ja) | SE              |
| 4e              |        | Makiko Kikuta         | PDC             |
| 5e              |        | Hirohiko Izumida (ja) | PLD             |
| 6e              |        | Shūichi Takatori (ja) | PLD             |

## 49elégislature(2021-2024)
Au cours de la 49e législature, les députés de la préfecture de Niigata furent les suivants :
| Circonscription | Député | Député               | Parti politique |
| --------------- | ------ | -------------------- | --------------- |
| 1re             |        | Chinami Nishimura    | PDC             |
| 2e              |        | Ken'ichi Hosoda (ja) | PLD             |
| 3e              |        | Hiroaki Saitō (ja)   | PLD             |
| 4e              |        | Makiko Kikuta        | PDC             |
| 5e              |        | Ryūichi Yoneyama     | SE              |
| 6e              |        | Mamoru Umetani (ja)  | PDC             |

## 50elégislature(depuis 2024)
Au cours de la 50e législature, les députés de la préfecture de Niigata sont les suivants :
| Circonscription | Député | Député                | Parti politique |
| --------------- | ------ | --------------------- | --------------- |
| 1re             |        | Chinami Nishimura     | PDC             |
| 2e              |        | Makiko Kikuta         | PDC             |
| 3e              |        | Takahiro Kuroiwa (ja) | PDC             |
| 4e              |        | Ryūichi Yoneyama      | PDC             |
| 5e              |        | Mamoru Umetani (ja)   | PDC             |